# Perle de verre
L'artisanat de la perle de verre remonte aux civilisations antiques égyptienne et romaine. Ce type de verrerie se pratique notamment à Murano en Italie et en France, et cette pratique, française et italienne, intègre en 2020 la liste représentative du patrimoine culturel immatériel de l'humanité. 

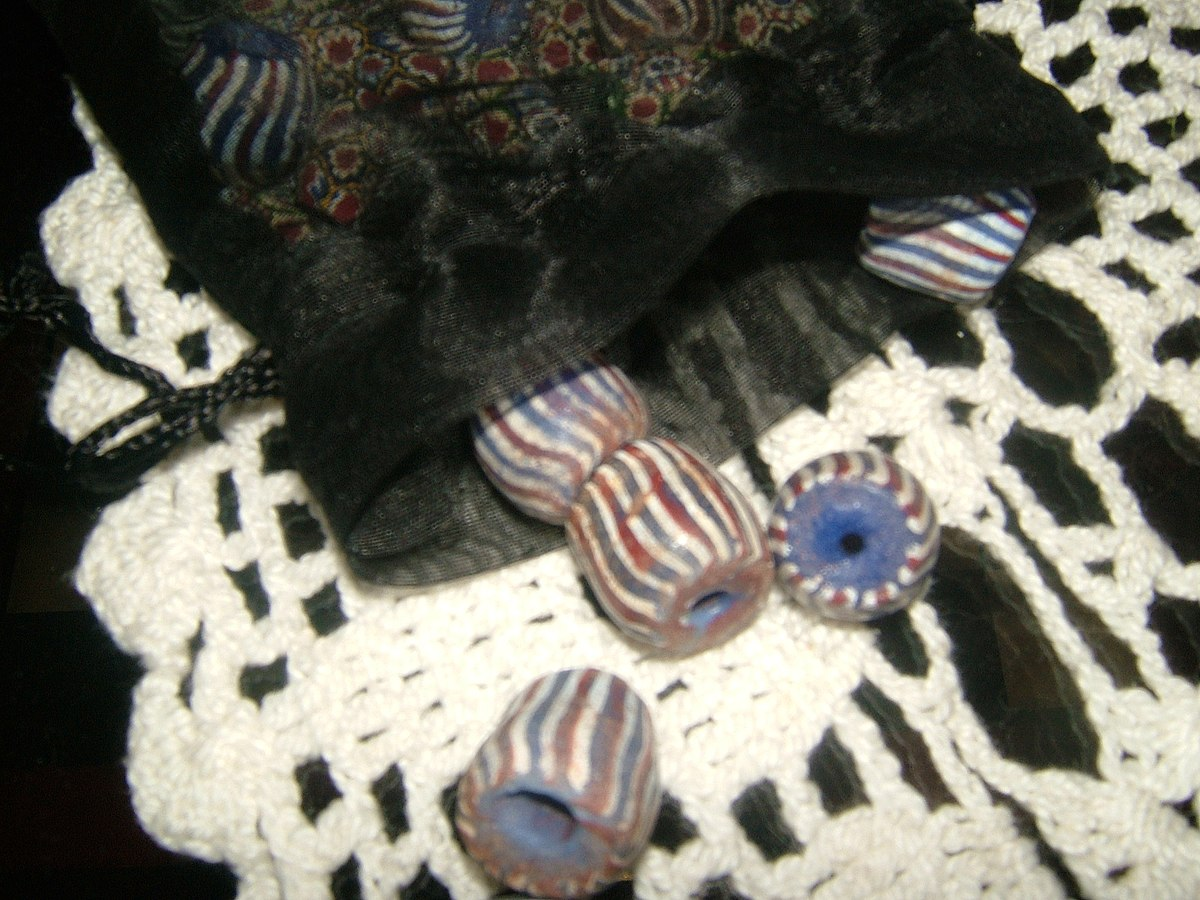
Perles de verre, 18e siècle

Depuis l'invention du verre il y a plusieurs milliers d'années, les perles de verre font partie du quotidien des hommes et des femmes. On les retrouve dans la parure de leurs vêtements et dans certains éléments de la décoration de leurs bâtiments. 

## Pratique
Cette pratique était présente dans les civilisations égyptienne et romaine antiques, puis à Byzance. La description de l'UNESCO mentionne la maîtrise du verre et du feu. Les murrines (it) sont des assemblages de cannes de verre multicolores autour d'un noyau, les perles sont ensuite décorées. 

### En Italie
En Italie, on distingue les perles a lume (chalumeau) des perles da canna (à partir d'une canne creuse). Parmi ces dernières se trouvent les perles de rosettes, inventées par la verrière Maria Barovier au quinzième siècle. Cet artisanat est pratiqué à Murano, une île de Venise. Il date au moins du XIVe siècle, et les perles sont échangées, contre des pierres précieuses, de l'or, du bois précieux, voire contre des esclaves, et exportées. En 1291, les verreries doivent s'installer à Murano par mesure de sécurité (des incendies ayant été provoqués),.  

### En France
En France, les perles en verre plein doivent leur forme ronde à la rotation et la gravité du verre chaud. Elles sont réalisées au chalumeau. Les perles creuses sont fabriquées sur une broche ou en soufflant dans une canne creuse. 
Le savoir-faire de l'artisanat de la perle de verre en France est inscrit à l'inventaire du patrimoine culturel immatériel en France en 2018.

## Reconnaissance
En 2020, l'UNESCO ajoute la pratique de la perle de verre à la liste représentative du patrimoine culturel immatériel de l'humanité. La description mentionne la valeur culturelle de cet artisanat en Italie et en France, ainsi que le mode de transmission, formel (formations techniques) ou non. 
Cette reconnaissance a lieu dans un contexte de pandémie de COVID qui nuit au tourisme à Venise. Le président de la Vénétie déclare donc espérer que cet ajout à la liste permettra une relance de cet artisanat. Le maire de Venise exprime sa fierté. 
C'est le Comité pour la sauvegarde de l'art des perles de verre de Venise, conjointement avec l'association des Perliers d'Art de France, qui est à l'origine de la candidature. 